# SK Jaroslavice
Sportovní klub Jaroslavice je český fotbalový klub ze zlínské městské části Jaroslavice, který byl založen v roce 1934 pod názvem SK Jaroslavice. Od sezóny 2018/19 hraje I. B třídu Zlínského kraje (7. nejvyšší soutěž).
Své domácí zápasy odehrává na stadionu Jaroslavice.

## Historické názvy
Zdroj: 
- 1934 – SK Jaroslavice (Sportovní klub Jaroslavice)
- 1948 – TJ Sokol Jaroslavice (Tělovýchovná jednota Sokol Jaroslavice)
- 1993 – SK Jaroslavice (Sportovní klub Jaroslavice)

## Umístění v jednotlivých sezonách
Zdroj: 
Stručný přehled
- 2002–2003: Okresní soutěž Zlínska – sk. A
- 2003–2004: Okresní přebor Zlínska
- 2004–2006: Okresní soutěž Zlínska – sk. B
- 2006–2012: Okresní přebor Zlínska
- 2012–2014: I. B třída Zlínského kraje – sk. B
- 2014–2018: I. A třída Zlínského kraje – sk. B
- 2018–2023: I. B třída Zlínského kraje – sk. B
- 2023–: Okresní přebor Zlínska

Jednotlivé ročníky
Legenda: Z – zápasy, V – výhry, R – remízy, P – porážky, VG – vstřelené góly, OG – obdržené góly, +/– – rozdíl skóre, B – body, červené podbarvení – sestup, zelené podbarvení – postup, fialové podbarvení – reorganizace, změna skupiny či soutěže
| Česko (2002 – ) |                                    |        |    |    |       |    |    |     |     |    |        |
| Sezóny          | Liga                               | Úroveň | Z  | V  | R     | P  | VG | OG  | +/– | B  | Pozice |
| 2002/03         | Okresní soutěž Zlínska – sk. A     | 9      | 26 | 13 | 6     | 7  | 50 | 35  | +15 | 45 | 1.     |
| 2003/04         | Okresní přebor Zlínska             | 8      | 26 | 8  | 5     | 13 | 38 | 48  | −10 | 29 | 12.    |
| 2004/05         | Okresní soutěž Zlínska – sk. B     | 9      | 22 | 13 | 6     | 3  | 42 | 22  | +20 | 45 | 2.     |
| 2005/06         | Okresní soutěž Zlínska – sk. B     | 9      | 22 | 14 | 2     | 6  | 57 | 24  | +33 | 44 | 1.     |
| 2006/07         | Okresní přebor Zlínska             | 8      | 26 | 11 | 3     | 12 | 41 | 41  | 0   | 36 | 9.     |
| 2007/08         | Okresní přebor Zlínska             | 8      | 26 | 11 | 0     | 15 | 39 | 59  | −20 | 33 | 10.    |
| 2008/09         | Okresní přebor Zlínska             | 8      | 26 | 12 | 5     | 9  | 57 | 52  | +5  | 41 | 5.     |
| 2009/10         | Okresní přebor Zlínska             | 8      | 26 | 13 | 7     | 6  | 55 | 35  | +20 | 46 | 2.     |
| 2010/11         | Okresní přebor Zlínska             | 8      | 26 | 18 | 4     | 4  | 60 | 27  | +33 | 58 | 2.     |
| 2011/12         | Okresní přebor Zlínska             | 8      | 26 | 20 | 5     | 1  | 82 | 16  | +66 | 65 | 1.     |
| 2012/13         | I. B třída Zlínského kraje – sk. B | 7      | 26 | 13 | 7     | 6  | 46 | 25  | +21 | 46 | 2.     |
| 2013/14         | I. B třída Zlínského kraje – sk. B | 7      | 26 | 16 | 7     | 3  | 50 | 26  | +24 | 55 | 1.     |
| 2014/15         | I. A třída Zlínského kraje – sk. B | 6      | 26 | 8  | 4 / 3 | 11 | 34 | 42  | −8  | 35 | 10.    |
| 2015/16         | I. A třída Zlínského kraje – sk. B | 6      | 26 | 7  | 4 / 3 | 12 | 42 | 50  | −8  | 32 | 12.    |
| 2016/17         | I. A třída Zlínského kraje – sk. B | 6      | 26 | 9  | 4 / 1 | 12 | 44 | 53  | −9  | 36 | 11.    |
| 2017/18         | I. A třída Zlínského kraje – sk. B | 6      | 26 | 4  | 3 / 3 | 16 | 34 | 74  | −40 | 21 | 13.    |
| 2018/19         | I. B třída Zlínského kraje – sk. B | 7      | 26 | 7  | 9     | 10 | 37 | 46  | −9  | 37 | 8.     |
| 2019/20         | I. B třída Zlínského kraje – sk. B | 7      | 13 | 6  | 6     | 1  | 22 | 12  | +10 | 28 | 2.     |
| 2020/21         | I. B třída Zlínského kraje – sk. B | 7      | 9  | 3  | 2     | 4  | 16 | 23  | −9  | 11 | 10.    |
| 2021/22         | I. B třída Zlínského kraje – sk. B | 7      | 24 | 8  | 6     | 10 | 32 | 52  | −20 | 30 | 10.    |
| 2022/23         | I. B třída Zlínského kraje – sk. B | 7      | 26 | 3  | 4     | 19 | 36 | 100 | −64 | 13 | 14.    |
| 2023/24         | Okresní přebor Zlínska             | 8      | 26 | 9  | 16    | 1  | 56 | 81  | −25 | 28 | 9.     |
| 2024/25         | Okresní přebor Zlínska             | 8      | 13 | 3  | 2     | 8  | 19 | 30  | −11 | 11 | 13.    |

Poznámky:
- Od sezony 2014/15 se ve Zlínském kraji hraje tímto způsobem: Pokud zápas skončí nerozhodně, kope se penaltový rozstřel. Jeho vítěz bere 2 body, poražený pak jeden bod. Za výhru po 90 minutách jsou 3 body, za prohru po 90 minutách není žádný bod.
- 2019/20: Sezona nedohrána kvůli pandemii covidu-19.
- 2020/21: Sezona nedohrána kvůli pandemii covidu-19.